# Gesellschaft zur wissenschaftlichen Untersuchung von Parawissenschaften
Die Gesellschaft zur wissenschaftlichen Untersuchung von Parawissenschaften (GWUP) ist eine 1987 in Deutschland gegründete Organisation der Skeptikerbewegung mit Sitz in Roßdorf (bei Darmstadt). Die GWUP ist ein in Deutschland eingetragener Verein und als gemeinnützig anerkannt. Die mehr als 2100 Mitglieder (2021) sind, nach eigenen Angaben, Wissenschaftler oder wissenschaftlich interessierte Laien. Einmal jährlich veranstaltet die GWUP eine Konferenz mit wechselnden Themenschwerpunkten. Vorsitzender der GWUP ist André Sebastiani.

## Ziele und Themen
Die GWUP sieht ihre Hauptaufgabe in der kritischen Betrachtung von Theorien und Behauptungen aus Bereichen wie Verschwörungstheorien, Parawissenschaften, Esoterik, Aberglaube und Alternativmedizin. Sie strebt Aufklärung im Sinne der Volksbildung und des Verbraucherschutzes an. Die GWUP stellt die Bedeutung wissenschaftlichen Vorgehens und kritischen Denkens für gesellschaftliche Herausforderungen heraus. Neben einer theoretischen Auseinandersetzung werden auch einzelne Personen wie Wünschelrutengänger, Telekinetiker, „Energetisierer“, alternative Heilkundler und Astrologen kritisiert und ihre Fähigkeiten empirisch überprüft.
Erklärtes Ziel ist die Förderung der Wissenschaften einschließlich ihrer Methoden. Wissenschaftliche Methoden sollen verbreitet, verständlich gemacht und auf Parawissenschaften, Pseudowissenschaften sowie verwandte Überzeugungssysteme angewendet werden. Dies umfasst auch die Information der Öffentlichkeit über den aktuellen wissenschaftlichen Kenntnisstand hinsichtlich parawissenschaftlicher Behauptungen.
Themengebiete, mit denen sich die GWUP verstärkt beschäftigt, sind Gesundheit, Komplementär- und Alternativmedizin, dabei insbesondere Homöopathie. Kritische Beachtung sei im Gesundheitsbereich besonders angebracht, weil durch Glaube an nicht nachgewiesene Zusammenhänge wirkungsvollere Therapien unterblieben. Hinzu kommt die Auseinandersetzung mit Okkultismus, Spiritismus, Esoterik oder Ideologien, wie sie z. B. der Anthroposophie zugrunde liegen; des Weiteren werden Themen aus den Bereichen Glaube bzw. Aberglaube sowie Kreationismus betrachtet, wobei Religion selbst kein Thema ist. Im Rahmen eines jährlichen Prognosechecks stehen Astrologie, Prophezeiungen und Vorhersagen im Fokus. Weitere Themenfelder sind Verschwörungstheorien, Paratechnologien, Alternative Medizin, Psychotechniken, Prä-Astronautik, UFOs, aber auch einzelne Fragestellungen etwa zum Turiner Grabtuch, NLP, Heilpraktiker.
In Deutschland engagiert sich die Gesellschaft auch schulpolitisch. So protestierte sie 2012 gegen einen Schulversuch in Hamburg, bei dem Elemente aus der Waldorfpädagogik eingesetzt werden sollten. Der offene Brief des GWUP Wissenschaftsrates forderte, „statt esoterischer Lehren ohne Wenn und Aber eine aufgeklärte, moderne und wissenschaftliche Weltsicht ins Zentrum der Schulbildung zu stellen.“ 2016 startete die von der GWUP unterstützte Initiative Informationsnetzwerk Homöopathie (INH), in der sich Homöopathie-Kritiker organisieren.

## Organisation

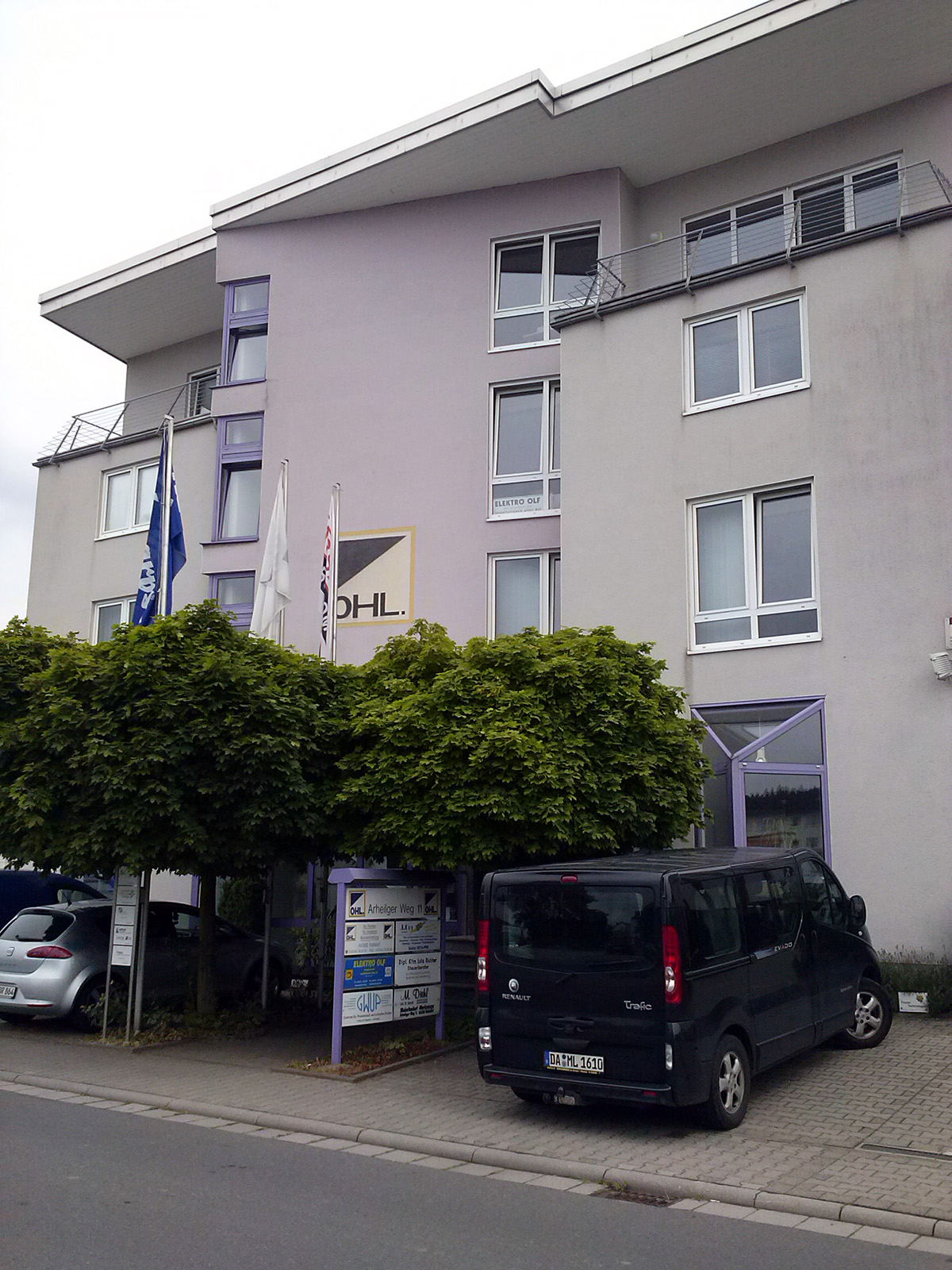
Sitz der GWUP in Roßdorf bei Darmstadt

Der Verein wurde 1987 in Bonn gegründet. Er ist ein in Deutschland wegen der Förderung der Volksbildung als gemeinnützig anerkannter eingetragener Verein mit Hauptsitz in Roßdorf bei Darmstadt. Die GWUP ist laut eigenen Angaben die älteste und größte Skeptiker-Organisation im deutschsprachigen Raum und versteht sich als Teil der internationalen Skeptikerbewegung. Als Vorläuferorganisationen nennt die GWUP die informelle Arbeitsgemeinschaft der Skeptiker zur Untersuchung von Pseudowissenschaften und Okkultem (ASUPO) und die 1903 gegründete Deutsche Gesellschaft zur Bekämpfung des Kurpfuschertums.
Der wissenschaftliche Beirat, als „Wissenschaftsrat“ bezeichnet, berät den Verein und ist interdisziplinär besetzt. Er soll die wissenschaftlichen Standards der Vereinsarbeit sicherstellen. Dazu wird ein Vertreter des Wissenschaftsrats in den GWUP-Vorstand entsandt. Es besteht kein Zusammenhang mit dem Wissenschaftsrat.
In Roßdorf unterhält die GWUP das Zentrum für Wissenschaft und kritisches Denken, das hauptberuflich von Martin Mahner geleitet wird. Dort werden unter anderem Anfragen von Journalisten und Interessierten beantwortet. Es wurde 1999 gegründet. Etwa 200 Personen werden pro Jahr individuell beraten. In Roßdorf befindet sich auch eine Präsenzbibliothek.
In Deutschland und Österreich gibt es mehrere Regionalgruppen der GWUP. Sie haben ihren Sitz in Berlin, Essen (für die Metropolregion Rhein-Ruhr), Hamburg, München, Stuttgart, Würzburg, Wien und Untersberg (für die Region Salzburg/Freilassing). Die Wiener Regionalgruppe tritt in der Öffentlichkeit als Gesellschaft für kritisches Denken auf.
Bernd Harder war langjähriges Vorstandsmitglied, war Pressesprecher und Verantwortlicher für den Blog der GWUP.

## Struktur

### Vorstand
die Vorstandsmitglieder 2024 waren:
- André Sebastiani, Vorsitzender
- Judith Faessler, stellvertretende Vorsitzende
- Stefanie Handl, stellvertretende Vorsitzende
- Rouven Schäfer, Beisitzer
- Stefan Soehnle, Schatzmeister
- Timur Sevincer, Beisitzer
- Stefan Uttenthaler, Beisitzer
- Stefanie Weig, Beisitzerin
- Barbro Walker, Vertreterin des Wissenschaftsrats im GWUP-Vorstand

### Wissenschaftsrat der GWUP
Im Wissenschaftsrat sind 2024 folgende Mitglieder:
- Nikil Mukerji, Vorsitzender, Philosophie, München
- Rainer Rosenzweig, Koordinator, Wahrnehmungspsychologie, Erlangen
- Michael Bach, Funktionelle Sehforschung, Freiburg
- Ulrich Berger, Volkswirtschaftslehre, Wien
- Christoph Bördlein, Psychologie, Würzburg
- Peter Brugger, Neuropsychologie, Zürich
- Edzard Ernst, Medizin, Exeter
- Thomas Fraps, Zauberkunst, München
- Dittmar Graf, Biologiedidaktik, Dortmund
- Wolfgang Hell, Psychologie, Münster
- Johannes Köbberling, Medizin, Wuppertal
- Barbro Walker, Erziehungswissenschaft, Berlin

Weitere Mitglieder des Wissenschaftsrats waren in der Vergangenheit:
- Norbert Aust, Maschinenbau-Ingenieur, Schopfheim
- Stephan Bachter, Volkskunde, Augsburg
- Lydia Benecke, Psychologie, Köln
- Mark Benecke, Kriminalbiologie, Köln
- Christoph Daxelmüller, (†) Kulturanthropologie, Würzburg
- Krista Federspiel, Medizin, Wien
- Natalie Grams, Medizin, Heidelberg
- Andreas Hergovich, Psychologie, Wien
- Dieter B. Herrmann, (†) Astronomie, Berlin
- Wolfgang Hund, Pädagogik, Hersbruck
- Bernulf Kanitscheider, (†) Philosophie, Gießen
- Robert König, (†) Psychologie, Gießen
- Walter Krämer, Wirtschafts- und Sozialstatistik, Dortmund
- Peter Kröling, Balneologie, München (ehemals 1. Vorsitzender)
- Martin Lambeck, (†) Physik, Berlin
- Jürgen Moll, Ingenieurwissenschaften, Remscheid
- Heinz Oberhummer, (†) Physik, Wien
- Irmgard Oepen, (†) Medizin, Marburg
- James Randi, (†) Tricktechnik, Florida/USA
- Gerhard Vollmer, Philosophie, Neuburg
- Christian Weymayr, Medizin, Herne
- Jürgen Windeler, Medizin, Heidelberg
- Rainer Wolf, Wahrnehmungspsychologie, Würzburg
- Hartmut Zinser, Religionswissenschaft, Berlin

### „Fellows“ der GWUP (Auswahl)
Die „Fellows“ stellen eine Auswahl an Persönlichkeiten der Skeptikerbewegung dar, die die GWUP in der Zeitschrift Skeptiker nennt:
- Susan Blackmore, Psychologin, Großbritannien
- Mario Bunge, (†) philosophischer Realist, Kanada
- Vince Ebert, Kabarettist, Deutschland
- Krista Federspiel, Journalistin, Österreich
- Irmgard Oepen, (†) Rechtsmedizinerin, Deutschland
- James Randi, (†) Zauberkünstler, USA
- Simon Singh, Autor, Großbritannien
- Bernhard Hoëcker, Komiker, Deutschland
- Elizabeth Loftus, Psychologin, USA

### Weitere aktive und ehemalige bekannte Mitglieder (Auswahl)
- Florian Aigner (2012–2016 Vorstandsmitglied)
- Sebastian Bartoschek
- Bijan Kaffenberger[31]
- Martin Moder
- Anousch Mueller
- Klaus Richter
- Amardeo Sarma (Vorsitzender 2008–2023)
- Klaus Schmeh
- Anna Veronika Wendland

## Aktivitäten

### „SkepKon“ (Konferenz)
Seit 1989 veranstaltet die GWUP jährlich eine Konferenz, deren Ziel es unter anderem ist, Ergebnisse aus der Vereinsarbeit der Öffentlichkeit bekannt zu machen. 2011 stand diese Konferenz unter dem Motto Fakt und Fiktion und fand im Juli im Naturhistorischen Museum und der Technischen Universität in Wien statt. 2012 veranstaltete die GWUP vom 18. bis 20. Mai den 6th World Skeptics Congress in Berlin. 2013 fand die Konferenz in Köln erstmals unter dem Namen SkepKon statt. 2014 fand die SkepKon in München, 2015 in Frankfurt und 2016 in Hamburg statt. 2017 tagte die SkepKon in Berlin. Köln war 2018 der Veranstaltungsort. Zum zweiten Mal konnte die Vortragsreihe Skeptical stattfinden. Redner waren unter anderem Lydia Benecke, Natalie Grams, Nikil Mukerji und Uwe Kanning. 2019 referierten auf der SkepKon in Augsburg unter anderem Gerd Antes, Florian Aigner und Norbert Aust. Beim Skeptical traten Tommy Krappweis und Methodisch inkorrekt! auf.

### Das „Goldene Brett vorm Kopf“
Im Rahmen des Publikumstages der GWUP-Konferenz 2011 in Wien wurde auch erstmals der jährliche satirische Negativpreis das Goldene Brett vorm Kopf verliehen. Ab der zweiten Vergabe 2012 gibt es neben einem Preisträger auch einen Preis für das Lebenswerk. Zu jedem Preis gibt es eine Laudatio. In beiden Kategorien werden sowohl Einzelpersonen als auch Organisationen, Unternehmen oder Produkte ausgezeichnet, darunter etwa der Kopp Verlag, Demeter (Anbauverband) oder Hevert-Arzneimittel sowie Persönlichkeiten wie Peter Fitzek, Harald Walach und Sucharit Bhakdi.

### „Psi-Test“

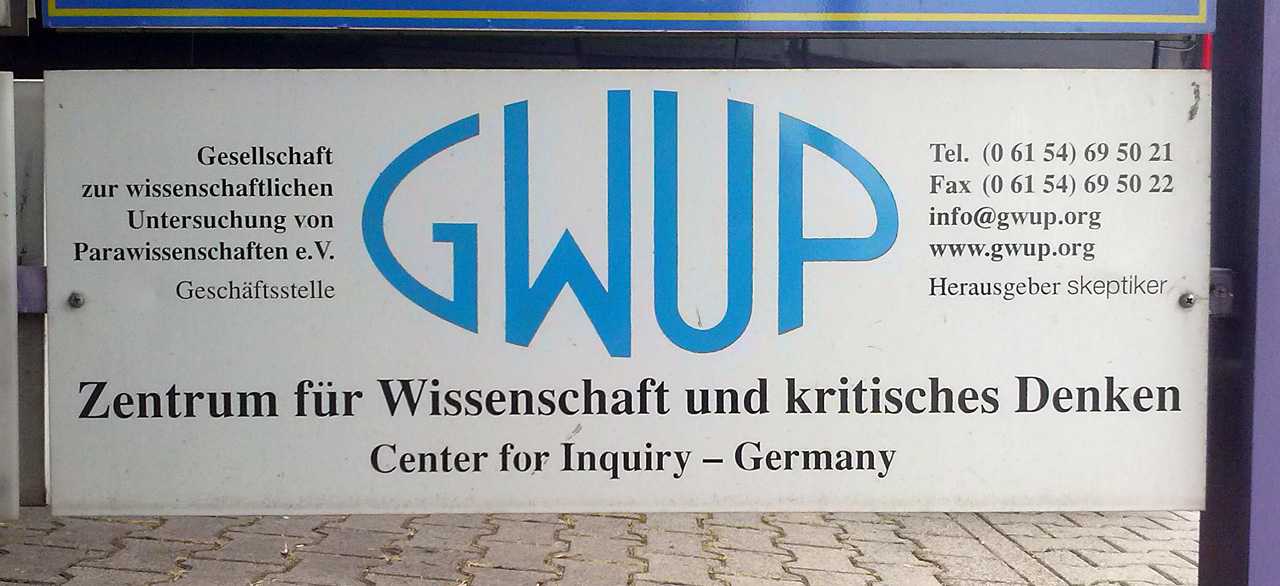
Zentrum für Wissenschaft und kritisches Denken der GWUP

Die GWUP führt seit 2004 jährlich sogenannte Psi-Tests zur Überprüfung paranormaler Fähigkeiten durch. Zunächst wurden die Tests in Abstimmung mit James Randi im Rahmen der One Million Dollar Paranormal Challenge durchgeführt, später eigenständig. Für den Nachweis paranormaler Fähigkeiten ist ein Preisgeld von 10.000 Euro ausgeschrieben. Bisher (Stand 2017) hat noch niemand das Preisgeld gewonnen. Der Testablauf wird im Vorhinein zwischen Kandidat und der GWUP vereinbart. Bis 2010 nahmen rund 30 Kandidaten, meist Pendler und Wünschelrutengeher, an den Psi-Tests teil. Bei keinem der Tests konnte ein Erfolg erzielt werden. Die Psi-Tests finden im Biozentrum der Universität Würzburg statt. Auch 2013 konnte keiner der Probanden einen Nachweis seiner paranormalen Fähigkeiten erbringen. Dieser Test wurde von dem Journalisten und Psychologen Sebastian Bartoschek mit Mikrofon und Kamera begleitet. 2014 berichteten die Berliner Morgenpost, Welt.de und das ZDF über die Tests. 2015 berichtet die ARD. 2016 wurden die Tests vom Bayerischen Rundfunk begleitet. 2017 berichteten Der Tagesspiegel und der Deutschlandfunk über die Psi-Tests. 2018 berichtete der humanistische Pressedienst. 2020 waren sie Thema einer Prüfungsfrage der Reife- und Diplomprüfung an berufsbildenden höheren Schulen in Österreich.

### Carl-Sagan-Preis für Journalisten
Der Preis soll einen Beitrag honorieren, der aus kritischer und wissenschaftlicher Sicht über ein Thema aus dem Bereich der Parawissenschaften informiert oder die Konsequenzen von parawissenschaftlich basierten Entscheidungen für das Individuum/die Gesellschaft aufzeigt. Teilnahmeberechtigt sind Journalisten und Wissenschaftskommunikatoren.
Liste der Preisträger
- 2008: Der Physiker und Ex-Fernsehmoderator Joachim Bublath erhielt den Preis für sein journalistisches Lebenswerk.[64]
- 2017: Die Wissenschaftsjournalisten Hristio Boytchev und Claudia Ruby wurden für ihre Arbeiten zu pseudomedizinischen Krebsbehandlern (Krebs: Das Geschäft mit der Angst) ausgezeichnet.[65][66]
- 2019: Das Journalistenteam  Nicola Kuhrt und Hinnerk Feldwisch-Drentrup von MedWatch erhielt den Preis für ihr Engagement gegen unseriöse Heilverfahren im Internet.[67][68]

### „Prognosecheck“
Seit dem Jahr 2002 wird jährlich eine von Michael Kunkel, Mathematiker und Consultant in einer Versicherungsfirma, erstellte Rückschau auf die astrologischen Prognosen des vergangenen Jahres veröffentlicht. Die Prognosen werden gesammelt und auf einer Website veröffentlicht. Sie stammen überwiegend aus dem Internet (ca. 70 %), des Weiteren aus Zeitungen, Zeitschriften und aus Büchern. Im Jahre 2010 wurden ca. 110 Prognosetexte und Webseiten von über 60 Wahrsagern und Astrologen ausgewertet. Im Jahr 2014 berichtete die Süddeutsche Zeitung. 2015 berichtete die FAZ und der Kölner Stadtanzeiger. 2016 berichtete die ZEIT. 2018 berichtet die Berliner Morgenpost.

### Homöopathie / Aktion „10:23“
Die GWUP tritt als Kritiker der Homöopathie auf. Im Jahr 2005 wurde eine Unterschriftensammlung initiiert, die sich gegen die besondere Behandlung der Homöopathie als Heilmethode in Deutschland richtete. Im Jahr 2011 beteiligte sich die GWUP an der internationalen Aktion 10:23, bei der Homöopathie-Kritiker in der Öffentlichkeit größere Mengen an hochpotenzierten Homöopathika einnahmen, um auf wissenschaftlich nicht anerkannte Grundlagen der Homöopathie und wissenschaftlich nicht nachgewiesene Wirkung der Homöopathika hinzuweisen.

### „Skeptics in the Pub“
In Hamburg, Berlin, Köln, und Wien finden regelmäßig Vorträge in lockerer Kneipenatmosphäre zu skeptisch-wissenschaftlichen Themen statt. Es gibt derzeit über 100 Gruppen weltweit, die teilweise mit der GWUP zusammenarbeiten oder von dieser organisiert werden und dieses informelle Format durchführen.

### „March for Science“
Die GWUP unterstützte durch verschiedene Referenten und mediale Unterstützung den March for Science, unter anderem in Bonn/Köln (Rouven Schäfer, GWUP-Vorstand), Hamburg (Julia Offe, GWUP-Vorstand), Frankfurt (Holm Hümmler), Heidelberg (Natalie Grams) und Berlin (Amardeo Sarma).

## „Skeptiker – Zeitschrift für Wissenschaft und kritisches Denken“
In der von der Gesellschaft seit 1987 herausgegebenen Quartalszeitschrift Skeptiker werden Artikel, Berichte und Interviews veröffentlicht. Die Zeitschrift versteht sich nicht als Vereinsblatt, sondern als Special-Interest-Zeitschrift. Die Redaktionsleiterin ist Inge Hüsgen. Der Skeptiker hat 2500 Abonnenten (Stand 2017).

## Schriftenreihe
In der Schriftenreihe der Gesellschaft zur wissenschaftlichen Untersuchung von Parawissenschaften erschienen bislang folgende Bände:
1. Irmgard Oepen, Amardeo Sarma (Hrsg.): Parawissenschaften unter der Lupe. Lit, Münster 1995, ISBN 3-8258-2357-1. (2. erweiterte Auflage: Lit, 1998)
2. Irmgard Oepen, Amardeo Sarma (Hrsg.): Paramedizin. Analysen und Kommentare. Lit, Münster 1998, ISBN 3-89473-721-2.
3. Irmgard Oepen, Krista Federspiel, Amardeo Sarma, Jürgen Windeler (Hrsg.): Lexikon der Parawissenschaften. Astrologie, Esoterik, Okkultismus, Paramedizin, Parapsychologie kritisch betrachtet. Lit, Münster 1999, ISBN 3-8258-4277-0.[87]

## Rezeption in Medien
Aktionen der GWUP finden regelmäßig Eingang in den redaktionellen Teil deutschsprachiger Massenmedien. So wurden die PSI-Tests der GWUP und die One Million Dollar Challenge 2004 unter anderem in der ARD-Sendung Quarks & Co vorgestellt. Vor allem unmittelbar vor und während der Konferenz berichten Tageszeitungen und Online-Medien über Themen und Hintergründe. GWUP-Mitglieder wurden mehrmals bei Fernsehsendungen zu Themenbereichen, mit denen sich der Verein befasst, als Experten eingeladen, so zum Beispiel Heinz Oberhummer zum Thema „Wieviel Unvernunft verträgt die Wissenschaft?“ in der ServusTV-Sendung Talk im Hangar 7, Amardeo Sarma als Gast in der ARD-Sendung Menschen bei Maischberger zum Thema „Seher und Propheten“, Klaus Schmeh beim Hellseher-Casting in der RTL-Sendung Punkt 12 oder Bernd Harder in der SWR-Sendung Menschen der Woche zum Thema Weltuntergang 2012.
2008 wurde eine Fernsehdokumentation über die PSI-Tests der GWUP produziert. Diese wurde unter dem Titel Alles fauler Zauber!? Das Übersinnliche auf dem Prüfstand im deutschsprachigen Raum von mehreren Fernsehsendern ausgestrahlt. Über die PSI-Tests aus dem Jahr 2011 berichtet der Bayerische Rundfunk im Rahmen der Fernsehsendung Vor Ort – Die Reportage. Über die Psi-Tests 2012 berichtete der MDR. 2014 wurde die GWUP als Hauptkritiker des vorübergehend geplanten Bachelors in Homöopathie in Traunstein erwähnt 2015 gab Martin Mahner in der deutschen Ausgabe von National Geographic ein Interview über die Aktivitäten der GWUP und in der Frankfurter Rundschau wurde über die Skepkon 2015 berichtet. 2016 berichtete Der Tagesspiegel. 2016 berichtete Spiegel Online über das Goldene Brett vorm Kopf. 2017 berichteten die Süddeutsche Zeitung, Der Tagesspiegel und Die Tageszeitung über die Skepkon. Zum Thema Verschwörungstheorien wurde der Pressesprecher der GWUP, Bernd Harder, wiederholt als Experte interviewt, unter anderem von der Süddeutschen Zeitung und der Frankfurter Rundschau.

## Kontroversen

### Kritik durch Edgar Wunder
Als Kritiker der GWUP trat der Soziologe Edgar Wunder in Erscheinung, selbst ein ehemaliges Gründungsmitglied des Vereins und langjähriger Redaktionsleiter der GWUP-Zeitschrift Der Skeptiker. Er bemängelte 1999, die GWUP selbst stelle kaum Untersuchungen zum Nachweis paranormaler Phänomene an, sondern „verstehe sich als Kampfverband gegen alles, was der etablierten Wissenschaft zuwiderlaufe.“ Nach Ansicht von Wunder führen viele GWUP-Mitglieder einen Weltanschauungskampf ohne hinreichende fachliche Kenntnis und argumentieren selektiv und unsachlich. Daraufhin stieß er die Gründung der Gesellschaft für Anomalistik an.

### Richtungsstreit
Im April 2023 führte der Rücktritt von Amardeo Sarma, dem langjährigen Vorsitzenden der Gesellschaft zur wissenschaftlichen Untersuchung von Parawissenschaften (GWUP), zu einer Neuwahl des Vorsitzenden. Holm Hümmler wurde im Mai 2023 als Nachfolger gewählt, obwohl seine Kandidatur vorher nicht angekündigt gewesen war. Eine kleine Gruppe von GWUP-Mitgliedern soll diese jedoch vorbereitet haben. Die Wahlentscheidung verursachte Unzufriedenheit innerhalb der GWUP, da ein Teil der Mitgliedschaft die Wahl als unerwartete Richtungsentscheidung für die zukünftige thematische und öffentliche Ausrichtung des Vereins ansah. Bei einem Austausch in einer GWUP-internen Mailingliste wurde laut Süddeutsche Zeitung von einem „Putsch“ und einer „feindlichen Übernahme“ gesprochen.
In den Jahren vor der Wahl hatte eine Fraktion innerhalb der GWUP eine verstärkte Auseinandersetzung mit gesellschaftlich diskutierten Themen wie den sogenannten Critical Studies (Gender Studies, Critical Race Theory, Postcolonial Studies und Queer Studies) sowie Kernenergie gefordert. Hümmler kündigte hingegen an, er wolle die „alte GWUP“ zurück und den Verein entlang ihres traditionellen Profils weiterentwickeln.
Der Konflikt führte dazu, dass prominente Mitglieder, wie Amardeo Sarma und Edzard Ernst sich zurückzogen. Bei einer Mitgliederversammlung am 11. Mai 2024 fand eine vorgezogene Neuwahl statt. Bei dieser setzte sich eine Gruppe um den Kandidaten André Sebastiani gegen das Team von Holm Hümmler durch.
Während und nach dem Richtungsstreit bildeten sich zwei neue Gesellschaften. Eine Gruppe um Sebastiani gründete das Informationsnetzwerk Skeptische Gesellschaft, dessen Ziel es ist, „kritisch und offen mit Anderen und besonders mit Andersdenkenden zu diskutieren“. Ende 2024 gründeten Hümmler und andere unter dem Namen Skeptix einen neuen Verein mit ähnlichem Programm wie die GWUP, der sich „der Förderung wissenschaftlichen Denkens und rationaler Entscheidungsfindung“ widmet.